# Vodnikova domačija
Vodnikova domačija je zgradba v Zgornji Šiški (na Vodnikovi 65, Ljubljana), ki je rojstna hiša Valentina Vodnika.
Velja za osrednjo šišensko kulturno ustanovo.

## Zgodovina
Leta 1730 je domačijo kupil Jurij Vodnikov, Valentinov stari oče, po katerem je bila domačija poimenovana Pri Žibertu. Valentinovi starši so pri domačiji postavili gostilno Pri kamnitni mizi. Domačija je bila v lasti Vodnikovih do leta 1864, ko jo je kupil Jakob Matjan; slednji je potem preimenoval gostilno v Pri Matjanu. Leta 1912 so domačijo in gostilno odkupil Anton Pogačnik, ki je leta 1930 zaprl gostilno in obdržal le stanovanja. V lasti Pogačnikovih je zgradba ostala do leta 1960, ko je bila nacionalizirana. Leta 1979 je zgradbo odkupila Občina Ljubljana Šiška, ki jo je obnovila. Leta 2001 je bila domačija razglašena za kulturni spomenik lokalnega pomena.
V domačiji je med letoma 1984 in 2008 deloval tudi "Pionirski oddelek Valentin Vodnik", dislocirana enota Knjižnice Šiška; slednji je med letoma 1998 in 2008 deloval kot avdiovizualni oddelek knjižnice. Med bosansko vojno pa je v Vodnikovi domačiji potekal tudi t. i. "Kulturni vikend otrok iz Bosne in Hercegovine", otroških beguncev iz BiH.
Do leta 2012 je bila domačija v upravljanju KUD Vodnikova domačija (predsednica ga. Majda Lenič).

## Sedanjost in prihodnost
Aprila 2012 je domačijo s podpisom pogodbe v upravljanje prevzel zavod Hanna's atelje sonoričnih umetnosti, ki ga vodi sodobna umetnica Hanna Preuss. Začrtan program »sonoričnega« centra v nastajanju ponuja prireditve in delavnice uporabnikom vseh starosti, namenjene pa so tako ljubiteljskemu kot tudi bolj zahtevnemu občinstvu. Posebna pozornost pa je namenjena vključevanju otrok, mladostnikov, upokojencev in okoliških prebivalcev v ustvarjalne programe. Poleg tega se v domačiji nahajajo še: stalni literarno-zgodovinski zbirki, Galerija Vodnikova domačija, Glasbena delavnica Vodnikova domačija in Sovretova likovna šola za otroke.
Upravljanje domačije je leta 2015 prevzel Inštitut za neprofitno komunikacijo Divja misel s Tino Popovič na čelu. Odtlej je domačija zasnovana kot hiša branja, pisanja in pripovedovanja. Med vidnejšimi novostmi oz. projekti velja omeniti Vodnikovo spominsko sobo, hišno predstavo Ljubljanski vodnik našel Vodnika, ki jo je pripravil Andrej Rozman - Roza, nedeljski otroški program Nedelce in decembrski sejem ilustracije.